# André Marganne
André Marganne est un architecte français. Associé à Paul-Henri Datessen, il est l’auteur d'hôtels et de villas balnéaires de La Baule au début du XXe siècle.

## Biographie
André Marganne est un architecte parisien, qui, associé à Paul-Henri Datessen, est l’auteur de  villas balnéaires de La Baule au début du XXe siècle. On lui doit en particulier les projets suivants :
- la villa Le Mas (en 1926[2],[3]) ;
- la villa Saint-Charles[4]. Cette villa, aujourd'hui nommée Las Maravillas, est l'une des 15 villas distinguées patrimoine exceptionnel à La Baule[5] ;
- la rénovation de l'hôtel Weller, initialement construit par Georges Lafont[6].